# ロイヤル・スーパーマーケット

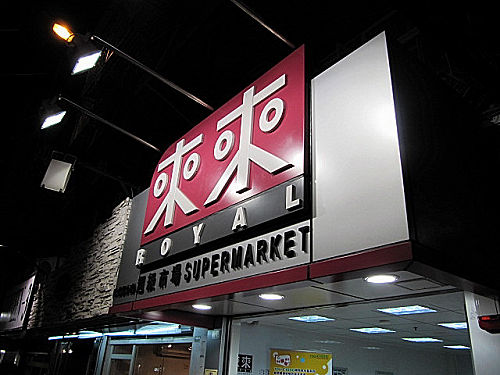
ロイヤル第19号店 - ソイハンメイ支店

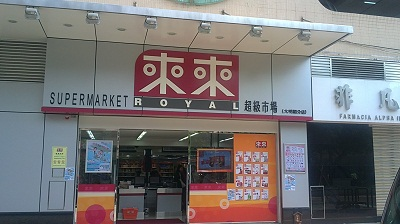
ロイヤル第26号店 - 大明閣支店

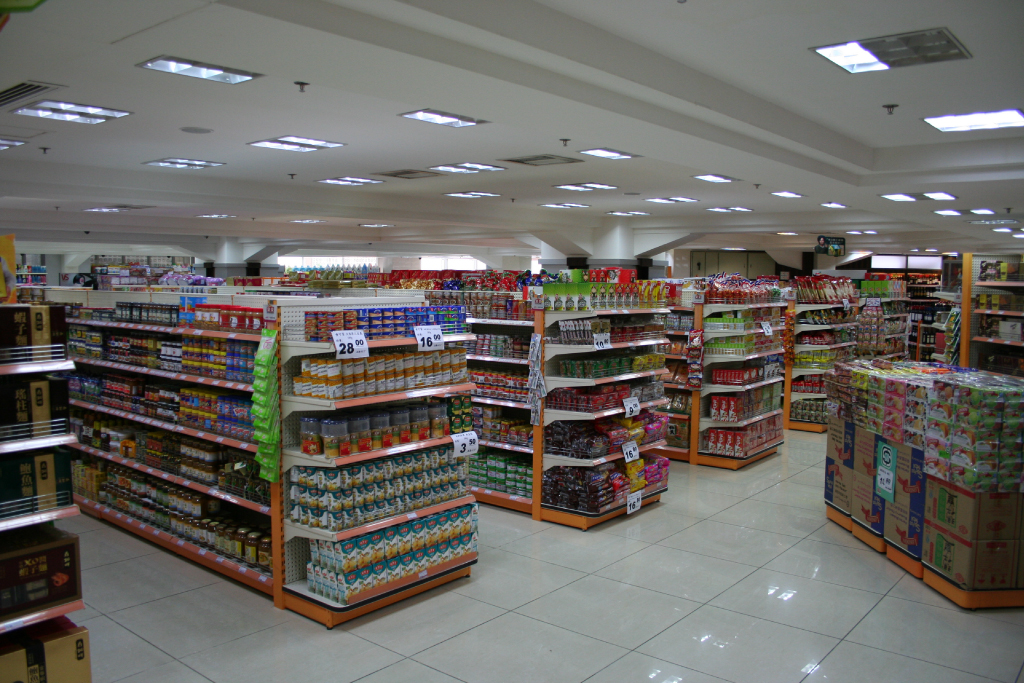
店舗内の様子

ロイヤル・スーパーマーケット（英称：Royal Supermarket）とは中国マカオ発祥のスーパーマーケットである。マカオにおけるスーパーマーケット最大手である。
株式会社ウイン-フォングループの子会社である株式会社ロイヤルスーパーマーケット（英称：Royal Supermarket Company Limited）が展開している。

## 概要
マカオの街のあちこちで見かけるスーパーである。コーポレートスローガンは「ロイヤルスーパーはマカオ人のスーパー」で、開業当時から使っている。小売店業界の中では、利益率と成長率ともに非常に高い。日本、ホンコン、中国、台湾などのお菓子と飲み物もあり、ポルトガルの食料品、マカオのお土産の定番の杏仁餅など、品揃えが豊富である。店内は明るく清潔で、通路も広くて買い物しやすい。規模の大きい店では電化製品や文房具や寝具まであらゆる物が揃う。店内の造りは日本のスーパーに似る。

## 沿革
- 1997年 - 株式会社ロイヤルスーパーマーケットを設立した。
- 1997年 - マカオにロイヤル第1号店「下環本店」出店[1]
- 2002年 - POS（販売時点情報管理）システム開始。
- 2005年
  - 7月 - 新業態、ロイヤル第7号店「モライス店」開店。
- 2007年
  - 5月 - タイパ島へ出店開始。
  - 9月 -全店でマカオパス利用可能。
- 2008年
  - 1月 - 「株式会社ロイヤル電気広場」設立。
  - 2月 - ベンダーの集約化、共同配送開始。
  - 6月 - 出店数15店舗到達。
- 2010年
  - 6月 - 新型POSレジ導入開始。
  - 9月 - ロイヤルジェッソウカードを行っている。
- 2011年
  - 4月 - 新ウェブサイトが開設。
  - 7月 - 出店数25店舗到達。
  - 11月 - 店内新しいBGMをはじめて流れる。
- 2012年
  - 1月 - 15周年を迎える。
  - 6月 - 大人気の日韓商品種類を拡大し、お買い得価格で売っている。
- 2013年
  - 1月25日 - 新しいブラントのスーパー「スープリームフードマーケット」は開幕します。
  - 1月27日 - 「ロイヤル15周年フェスティバル」を開催する。
- 2014年
  - 1月 - 日本食料品スーパーマーケットを中心とする「グランドマート」は開幕します。

## 店舗一覧
ロイヤルグループの現在の総店舗数は31だ。
- ロイヤル第1号店 - マンデュコ支店
- ロイヤル第2号店 - カシーリャス支店
- ロイヤル第3号店 - 民安支店
- ロイヤル第4号店 - ポリテックス支店
- ロイヤル第5号店 - アルミランテ・ラセルダ支店
- ロイヤル第6号店 - ペレイラ街支店
- ロイヤル第7号店 - モラエス本店
- ロイヤル第8号店 - 美副将支店
- ロイヤル第9号店 - 越秀支店
- ロイヤル第10号店 - 金利達支店
- ロイヤル第11号店 - 連勝支店
- ロイヤル第12号店 - 祐漢６丁目支店
- ロイヤル第13号店 - NAPEロドリゲス支店
- ロイヤル第14号店 - 台山建富支店
- ロイヤル第15号店 - 関閘広場支店
- ロイヤル第16号店 - 羅白沙街支店
- ロイヤル第17号店 - 愉景支店
- ロイヤル第18号店 - 南暉支店
- ロイヤル第19号店 - カンポス支店
- ロイヤル第20号店 - ダイナスティー支店
- ロイヤル第21号店 - マカオ広場支店
- ロイヤル第22号店 - タイフォン・ガーデン支店
- ロイヤル第23号店 - 花王堂支店
- ロイヤル第24号店 - 建華支店
- ロイヤル第25号店 - レッドマーケット支店
- ロイヤル第26号店 - 大明閣支店
- ロイヤル第28号店 - 怡南支店
- ロイヤル第29号店 - 信達広場支店
- ロイヤル第30号店 - レンシン支店
- ロイヤル第31号店 - 10月5日の町支店
- ロイヤル第32号店 - ポンテ・エ・オルタ支店

## 支払い方法
現金（マカオパタカ、香港ドル、中国元）およびクレジットカード（VISAカード・マスターカード・中国銀聯、200ドル未満の場合は使用不可）の利用が可能。

## ロイヤルジェッソウカード
ロイヤルジェッソウカード (Royal Jetso Card) は、ロイヤルスーパーの実質的な会員制度。2010年9月1日から全国店舗で開始された（中国大陸の支店を除く）。入会金・年会費は無料。会員は、カードを用いた購入時1パタカごとにポイントが1点ずつ加算される。ポイントが貯まると、会員限定のグッズなどが当たる（または、もれなくもらえる）プレゼントへ応募することができる。クーポンとマカオパスはポイント除外品となっていた。